# Mořský sníh

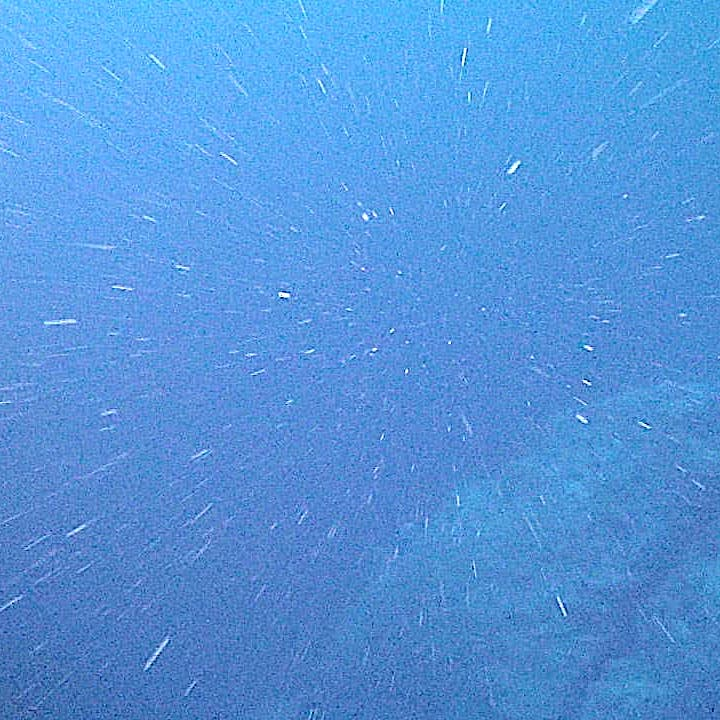
Mořský sníh

Mořský sníh je označení různých drobných částeček, tvořených směsí výkalů mořských živočichů, rozkládajících se těl uhynulých jedinců, fytoplanktonu i písku, které se ve světových oceánech pomalu snášejí od hladiny ke dnu. Používání termínu zavedl americký přírodovědec William Beebe (1877–1962). Vzhledem k nedostatku potravy v afotické zóně se mnohé hlubokomořské organismy adaptovaly na mořský sníh jako hlavní zdroj živin. Kousky mořského sněhu dosahují velikosti od půl milimetru do několika centimetrů, jejich vrstva na mořském dně přibývá tempem zhruba šest metrů za milion let. Mořský sníh na sebe váže uhličitan vápenatý z mořské vody a pomáhá tak zmírňovat skleníkový efekt.